# Drakensbergianella
Drakensbergianella (лат.) — род жуков-листоедов (Chrysomelidae) из трибы земляные блошки (Alticini, Galerucinae). Африка (ЮАР, Drakensberg). Мелкие жуки (около 3 мм) тёмно-коричневого цвета с недоразвитыми крыльями и очень длинными усиками. Надкрылья короткие. Обладают прыгательными задними ногами с утолщёнными бёдрами. Усики 11-члениковые (3-й сегмент короче первого), длиннее тела. 4-й членик усиков длиннее третьего. Питаются растениями (Senecio и Helichrysum; Asteraceae).
- Drakensbergianella rudebecki Biondi & D’Alessandro, 2003typus